# Sèrie 3800 de FGV

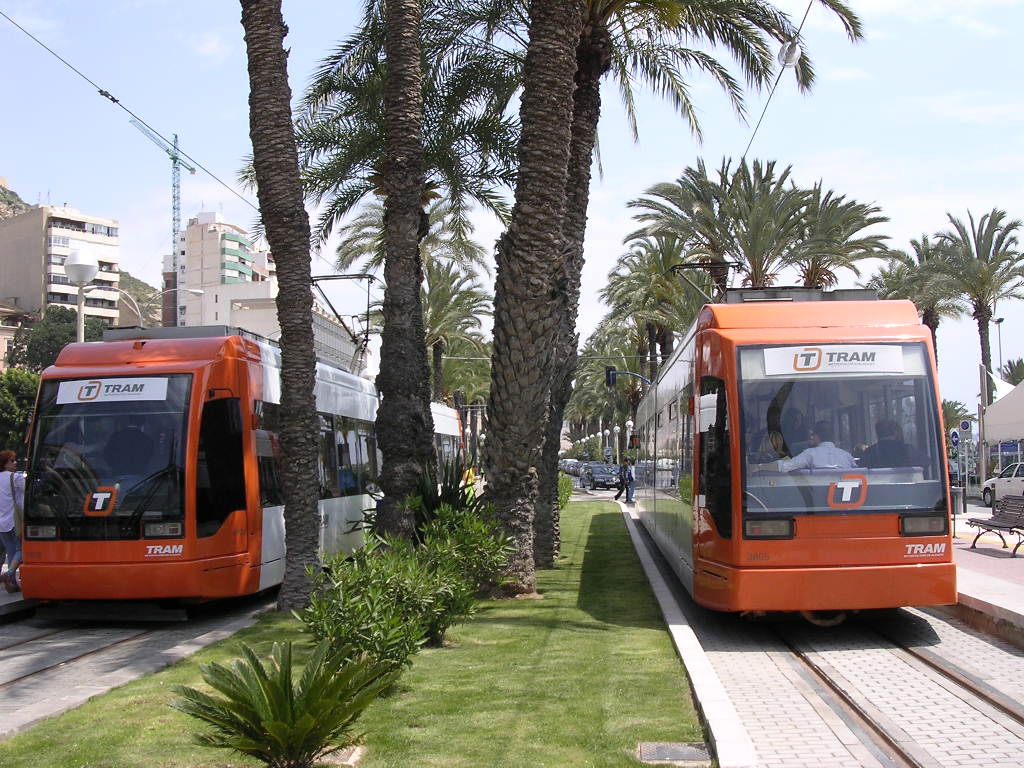
Sèrie 3800 al TRAM

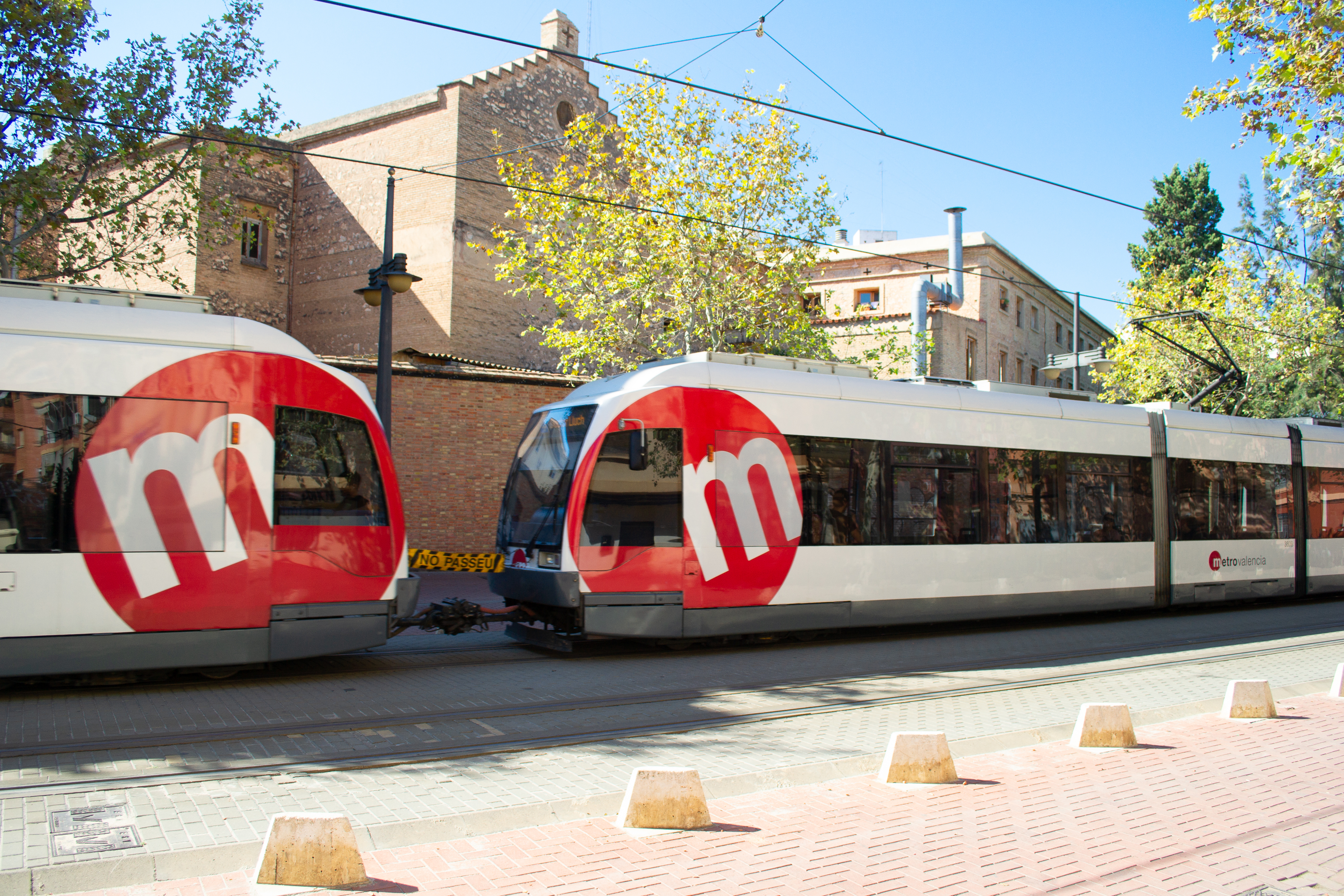
Sèrie 3800 amb la pintura de Metrovalència

La sèrie 3800 de FGV és una sèrie de tramvies construïts entre els anys 1993 i 1998 per les companyies Siemens AG, Construcciones y Auxiliar de Ferrocarriles (CAF) i GEC-Alsthom per als Ferrocarrils de la Generalitat Valenciana (FGV). Presten servei a les línies de tramvia de Metrovalència i també ho van fer a les del TRAM Metropolità d'Alacant des de 1999 a 2007.
A partir de l'any 2014 es va fer el canvi de decoració el qual es va aplicar en totes les unitats, el canvi de la decoració blanca i groga de FGV per la blanca i vermella de Metrovalencia, altre canvi de decoració es va aplicar, en aquest cas en l'interior de les unitats (no aplicada en totes). També una millora de les unitats, la qual va incloure càmeres de vigilància, teleindicadors LED amb noves megafonies (a data març de 2022 des de la 3816 a la 3818 no s'ha aplicat aquesta part de les millores), a més de respald per a Persones de Mobilitat Reduida en els dos espais reservats per a cadires de rodes.
Actualment es troben en servei les 25 unitats construïdes, tant les del primer lot com les del segon. Està prevista la retirada de com a mínim el primer lot de la sèrie per a l'any 2024, quan s'hagin complert tres dècades de servei.

## Història
Després del soterrament de les línies a Llíria i Bétera, els Ferrocarrils de la Generalitat Valenciana (FGV) va decidir reconvertir el tram de línia que anava de l'estació de Pont de Fusta fins a l'estació d'Ademús (actualment Empalme) juntament amb l'antiga línia de Pont de Fusta a l'estació del Grau de la Companyia de Tramvies i Ferrocarrils de València (CTFV) en una nova línia que suposaria la reintroducció del tramvia a València. Per a aquest fi, l'any 1992 s'encarregà a les empreses GEC-Alsthom, Construcciones y Auxiliar de Ferrocarriles (CAF) i Siemens AG la construcció de 21 unitats de tramvia monocabina. Aquestes unitats entrarien en servei el 21 de maig de 1994 amb la inauguració de la línia 4 de FGV (ara com Metrovalència).
L'any 1998 FGV va encomanar un segon lot compost per quatre unitats per a augmentar el servici a la línia 4, que llavors començava a expandir-se.
Les unitats de la sèrie 3800 actualment només circulen als trajectes entre Doctor Lluch i Mas del Rosari i Fira València de la línia 4. No fan servici ni a la línia 6 ni a la línia 8. Encara que abans de l'arribada de la série 4200, també van circular en el trajecte entre Empalme (Empalme 2) i Lloma Llarga Terramelar, quan havia bucle en eixa estació.

### Unitats
Heus ací una relació completa de les unitats de la sèrie:
| Vehicle | Any construcció | Fabricant | Any inici | Any baixa | Destí final |
| ------- | --------------- | --------- | --------- | --------- | ----------- |
| 3801    | 1993            | CAF       | 1994      | -         | En servici. |
| 3802    | 1993            | Alstom    | 1994      | -         | En servici. |
| 3803    | 1993            | CAF       | 1994      | -         | En servici. |
| 3804    | 1993            | CAF       | 1994      | -         | En servici. |
| 3805    | 1993            | Alstom    | 1994      | -         | En servici. |
| 3806    | 1993            | CAF       | 1994      | -         | En servici. |
| 3807    | 1993            | Alstom    | 1994      | -         | En servici. |
| 3808    | 1993            | CAF       | 1994      | -         | En servici. |
| 3809    | 1993            | Alstom    | 1994      | -         | En servici. |
| 3810    | 1993            | CAF       | 1994      | -         | En servici. |
| 3811    | 1993            | Alstom    | 1994      | -         | En servici. |
| 3812    | 1993            | CAF       | 1994      | -         | En servici. |
| 3813    | 1993            | Alstom    | 1994      | -         | En servici. |
| 3814    | 1993            | CAF       | 1994      | -         | En servici. |
| 3815    | 1993            | Alstom    | 1994      | -         | En servici. |
| 3816    | 1993            | CAF       | 1994      | -         | En servici. |
| 3817    | 1993            | CAF       | 1994      | -         | En servici. |
| 3818    | 1993            | Alstom    | 1994      | -         | En servici. |
| 3819    | 1993            | CAF       | 1994      | -         | En servici. |
| 3820    | 1993            | Alstom    | 1994      | -         | En servici. |
| 3821    | 1993            | CAF       | 1994      | -         | En servici. |
| 3822    | 1998            | CAF       | 1999      | -         | En servici. |
| 3823    | 1998            | CAF       | 1999      | -         | En servici. |
| 3824    | 1998            | CAF       | 1999      | -         | En servici. |
| 3825    | 1998            | CAF       | 1999      | -         | En servici. |

## Dades tècniques

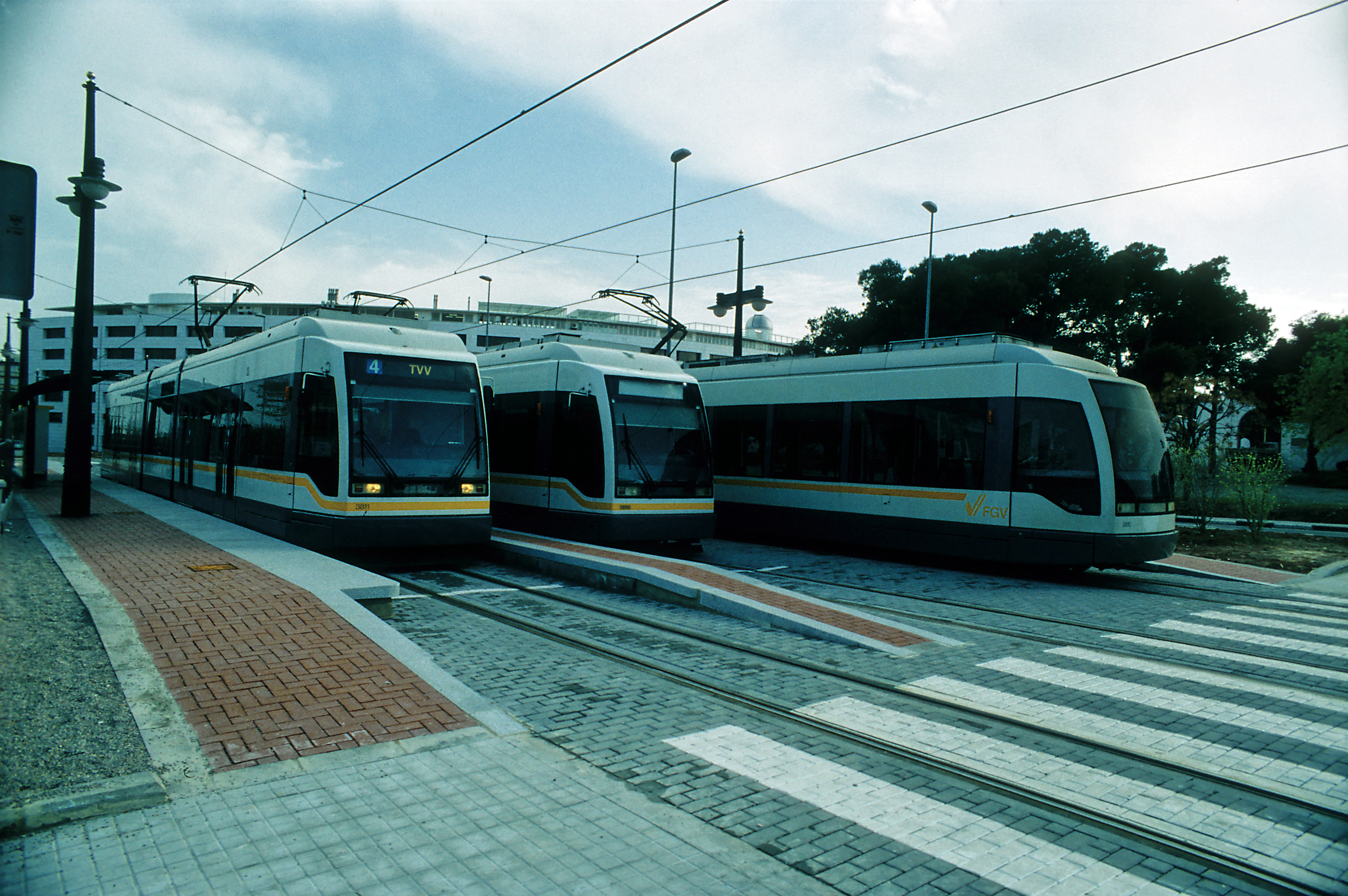
Unitats 3810 i 3811 a l'estació de TVV (1999)

- Tipus de vehicle: Tramvia monocabina biarticulat.
- Tensió: 750 V
- Potència: 432 kW
- Presa de corrent: Pantògraf.
- Motors: 4 asíncrons trifàsics de 108 kW cada ú.
- Velocitat màxima: 65 km/h
- Llargaria: 23,78 metres.
- Capacitat: 201 passatgers.
- Nombre d'unitats del parc: 25

Font: